# Brotjärnen, Norrbotten
Brotjärnen är en sjö i Bodens kommun i Norrbotten och ingår i Luleälvens huvudavrinningsområde.